# Bayrischzell
Bayrischzell è un comune tedesco di 1 584 abitanti, situato nel land della Baviera.